# José Hilario López
José Hilario López Valdés (Popayán, 18 de fevereiro de 1798 – Campoalegre, 27 de novembro de 1869) foi um político, diplomata e militar colombiano. Ocupou o cargo de presidente de seu país entre 1 de abril de 1849 e 1 de abril de 1853.